# 斎藤太郎

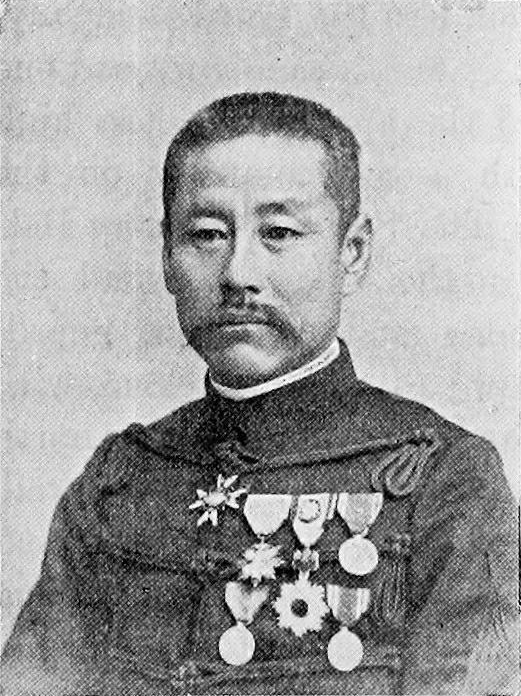
斎藤太郎

斎藤 太郎（さいとう たろう、1849年2月13日（嘉永2年1月20日） - 1922年（大正11年）7月11日）は、大日本帝国陸軍軍人。最終階級は陸軍中将。功四級、功二級。

## 経歴
周防山口藩領阿武郡椿郷東分村（山口県阿武郡椿郷東分村、椿東村、萩町を経て現萩市）出身。士族・斎藤喜作の長男として生まれ、1880年（明治13年）家督を相続する。1872年（明治5年）4月、陸軍歩兵少尉に任官する。1878年（明治11年）陸軍戸山学校に入学。以来累進し、日清戦争では第2軍兵站司令官として出征。のち歩兵第1連隊長に転じ、1897年（明治30年）10月、大佐に進む。1901年（明治34年）11月、陸軍少将に進級と同時に歩兵第14旅団長に補され日露戦争に出征し、第1師団と協同し203高地攻略で軍功を挙げ、その後も第3軍の主力部隊として戦った。1907年（明治40年）1月、陸軍中将に進級と同時に後備役に編入した。

## 栄典
- 1902年（明治35年）2月20日 - 正五位[4]